# Thomas Sobotzik
Thomas Sobotzik (Gliwice, 16 ottobre 1974) è un ex calciatore tedesco, di ruolo centrocampista.

## Biografia
Nato in Polonia, si trasferì con la famiglia a Francoforte nel 1987.

## Carriera

### Club
Sobotzik iniziò a giocare a calcio nella terra natia, prima vestendo la maglia del Piast Gliwice e poi con quella del Górnik Zabrze. Con il trasferimento in Germania, entrò prima nelle giovanili dell'Eintracht e poi in quelle dello Stoccarda. Nel 1990 tornò all'Eintracht. Diciassettenne, firmò il suo primo contratto professionistico. Nel 1991, subì un infortunio serio al ginocchio che lo costrinse ad un lungo stop.
Debuttò in Bundesliga a vent'anni. Tra le due stagioni passate nel St. Pauli e una breve avventura nel Kaiserslautern, tornò per due volte all'Eintracht. Nel 2001, Lothar Matthäus lo volle con sé nel Rapid Vienna. Dopo aver giocato in Austria, militò nell'Union Berlino e successivamente nell'Unterhaching, di cui diventò anche capitano nell'ultima stagione in squadra.
Nel 2007 si accordò con i norvegesi del Sandefjord, per cui firmò un contratto dalla durata annuale. Il 21 luglio debuttò nella Tippeligaen, nella vittoria per 3-1 sul Lyn Oslo. Il 12 agosto andò a segno nella sconfitta per 2-1 sul campo del Tromsø, su calcio di rigore. Il Sandefjord si classificò ultimo e retrocesse.
Sobotzik tornò in patria, per giocare nello FSV Francoforte. Vi rimase fino al 2009.

### Nazionale
Ha giocato nella nazionale tedesca Under-21.

## Palmarès

### Club

#### Competizioni nazionali
- Campionato tedesco di seconda divisione: 1

Eintracht Francoforte: 1997-1998
- Fußball-Regionalliga: 1

FSV Francoforte: 2007-2008 (girone sud)